# Micraenigma
Micraenigma is een geslacht van weekdieren uit de klasse van de Gastropoda (slakken).

## Soort
- Micraenigma oxystoma Berry, 1953